# Барнетт, Джордж

Фотография с подписью Барнета

Джордж Ингем Барнетт (англ. George Ingham Barnett; 1815—1898) — американский архитектор, работавший преимущественно в Сент-Луисе, имел влияние на других архитекторов в Соединенных Штатах.

## Биография
Родился в 1815 году в Ноттингеме, Англия.
Окончив образование в 16 лет, обучался у английского архитектора Томаса Хайна в Ноттингеме, позже несколько лет стажировался в архитектурной фирме в Лондоне. В начале 1839 года Барнетт покинул Англию и переехал в Соединенные Штаты, сначала осев в Нью-Йорке, затем через полгода перебрался в Сент-Луис.
В Сент-Луисе Джорджем Барнеттом были спроектированы и построены десятки зданий, некоторые из них в неогреческом и неоготическом стилях. Но бо́льшая часть его произведений создана в стиле классицизма. Этот стиль стал доминирующим в Сент-Луисе. Среди его проектов — дома, церкви, коммерческие и общественные сооружения, парки (в частности Ботанический сад Миссури).
Умер 30 декабря 1898 года в Сент-Луисе, штат Миссури. Был похоронен на городском кладбище Bellefontaine Cemetery.
Сын — Томас Барнетт — американский архитектор и художник, который вместе со своим сводным братом John Ignatius Haynes создал архитектурную фирму Barnett, Haynes & Barnett, работавшую в традициях их отца Джорджа и также повлиявшую на внешний облик Сент-Луиса. Старший сын Джорджа Барнетта — Авессалом Барнетт (англ. Absalom J. Barnett) — стал успешным архитектором в Сан-Франциско.
Учеником Барнетта был архитектор Джером Легг.

Некоторые работы
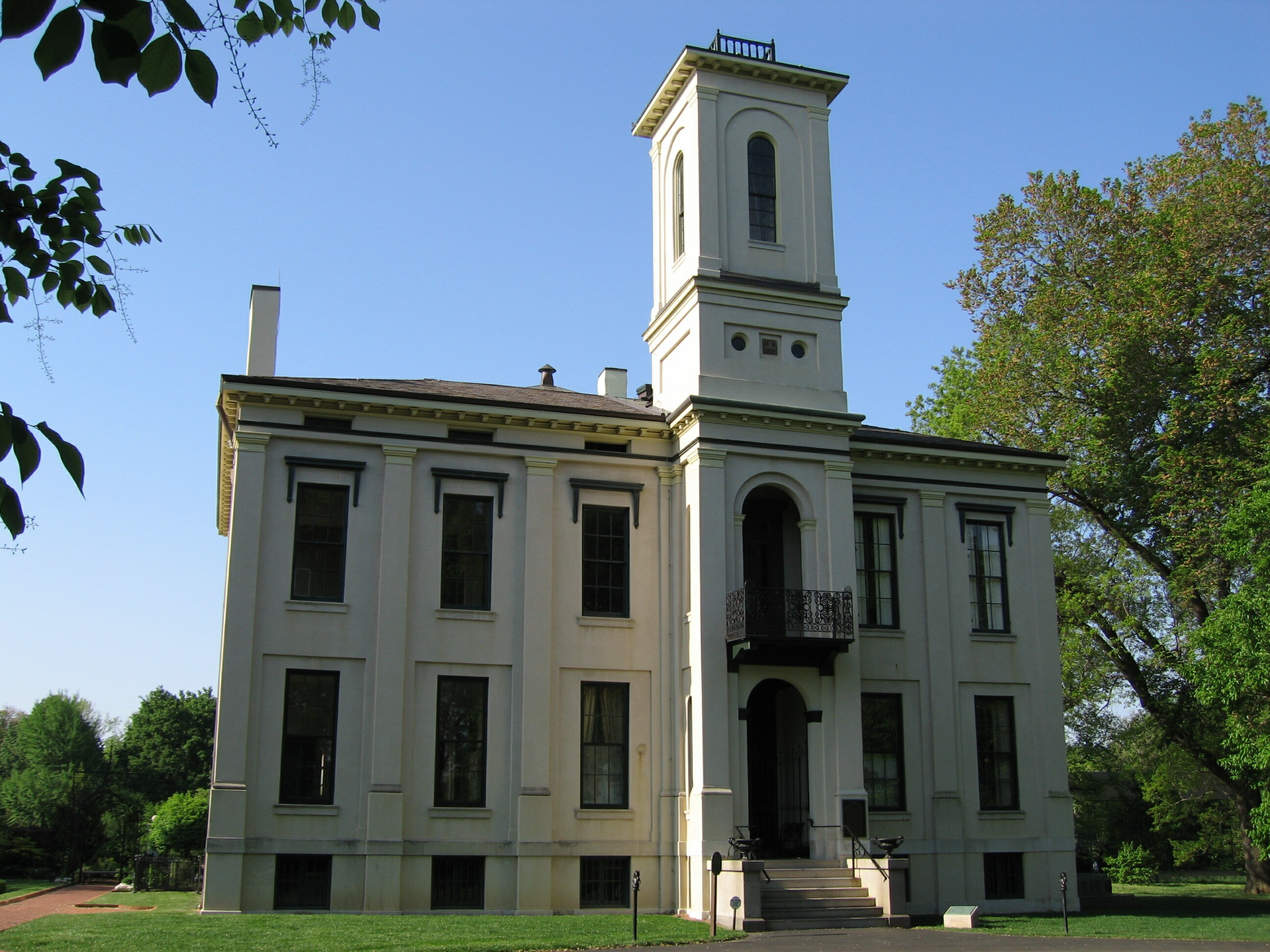
Tower Grove House, 1849
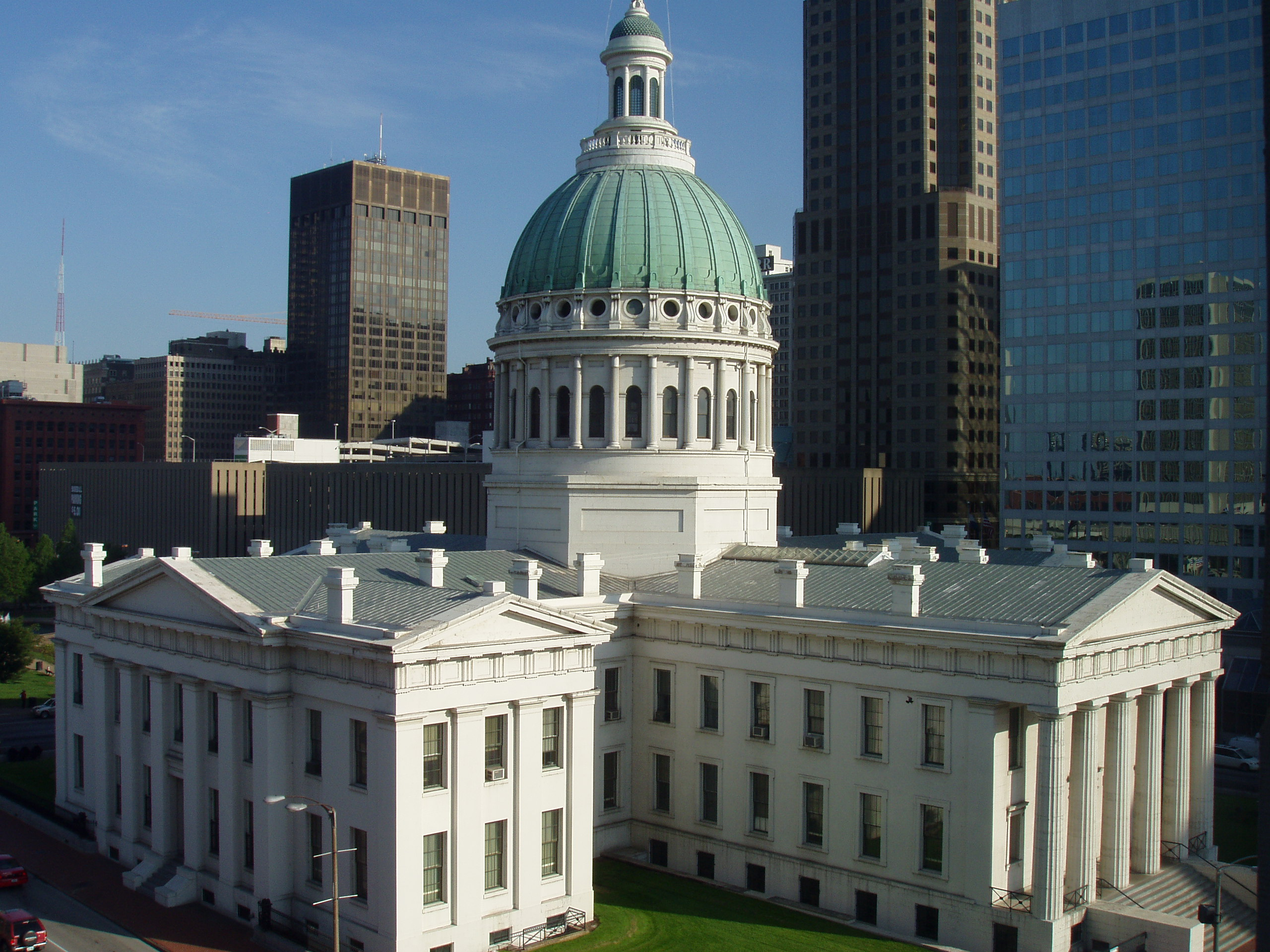
Old Courthouse, 1864
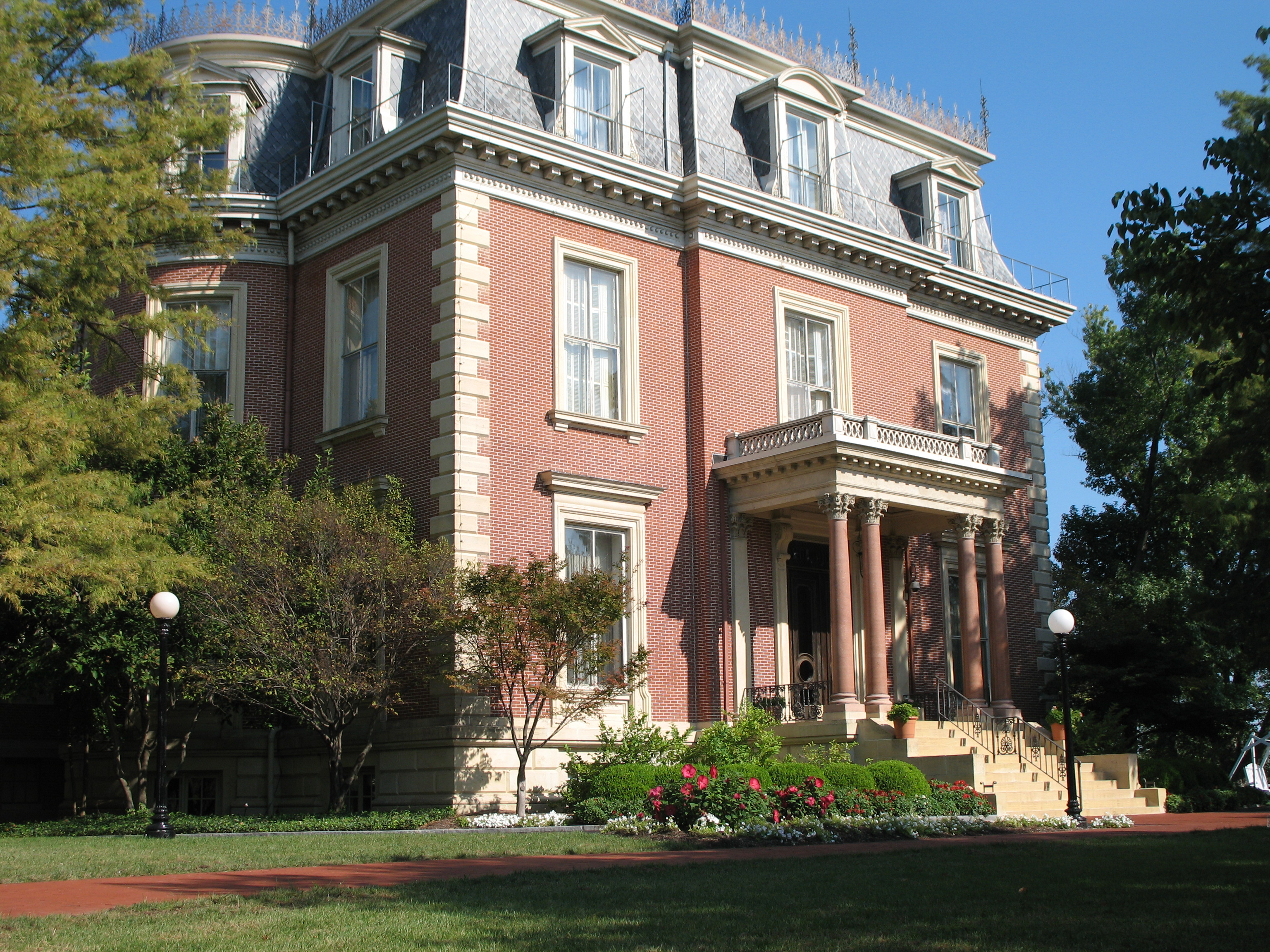
Missouri Governor's Mansion, 1871